# منوچهر افسری
منوچهر افسری (۲۰ آبان ۱۳۳۱ – ۲۳ مرداد ۱۴۰۰) بازیگر تلویزیون و سینما اهل ایران بود.

## درگذشت

مزار منوچهر افسری‌ در قطعهٔ هنرمندان بهشت زهرا

منوچهر افسری، ۲۳ مرداد ۱۴۰۰ در سن ۶۸ سالگی درگذشت. پیکر او، ۲۵ مرداد در قطعهٔ هنرمندان بهشت زهرا دفن شد.

## فیلم‌شناسی

### سینما
- عاشق (۱۳۸۵)
- سگ‌کشی (۱۳۷۹)
- اعاده امنیت (۱۳۷۴)
- بازی با مرگ (۱۳۷۴)
- دشمن (۱۳۷۴)
- طالع سعد (۱۳۷۴)
- قانون (۱۳۷۴)
- روز دیدنی (۱۳۷۳)
- می‌خواهم زنده بمانم (۱۳۷۳)
- بدل (۱۳۷۲)
- رابطه پنهانی (۱۳۷۱)
- مأموریت آقای شادی (۱۳۷۱)
- ساده‌لوح (۱۳۷۰)
- دو فیلم با یک بلیت (۱۳۶۹)
- بازی تمام شد (۱۳۶۸)
- جهیزیه‌ای برای رباب (۱۳۶۶)
- گنج (۱۳۶۶)
- محموله (۱۳۶۶)
- بی‌پناه (۱۳۶۵)
- ترنج (۱۳۶۵)
- جدال در تاسوکی (۱۳۶۵)
- روزهای انتظار (۱۳۶۵)
- تیغ و ابریشم (۱۳۶۴)
- جدال (۱۳۶۴)
- طغیان (۱۳۶۴)
- مدار بسته (۱۳۶۴)
- مزدوران (۱۳۶۳)
- پیک جنگل (۱۳۶۲)
- تفنگدار (۱۳۶۲)
- زخمه (۱۳۶۲)
- نقطه‌ضعف (۱۳۶۲)
- عصیانگران (۱۳۶۰)
- پرواز به سوی مینو (۱۳۵۸)
- سرنوشت‌سازان (۱۳۵۷)

### تلویزیون
- روز رفتن (۱۳۸۵)
- محاکمه (۱۳۷۷–۱۳۷۸)
- بازی با مرگ (۱۳۷۷–۱۳۷۴)
- دزدان مادربزرگ (۱۳۷۵–۱۳۷۴)
- خانه سبز (بازیگر مهمان) (۱۳۷۵)
- همسران (بازیگرمهمان) (۱۳۷۴–۱۳۷۳)
- لبخند زندگی (۱۳۷۲)
- خاله سارا (۱۳۷۱)